# Dahomey

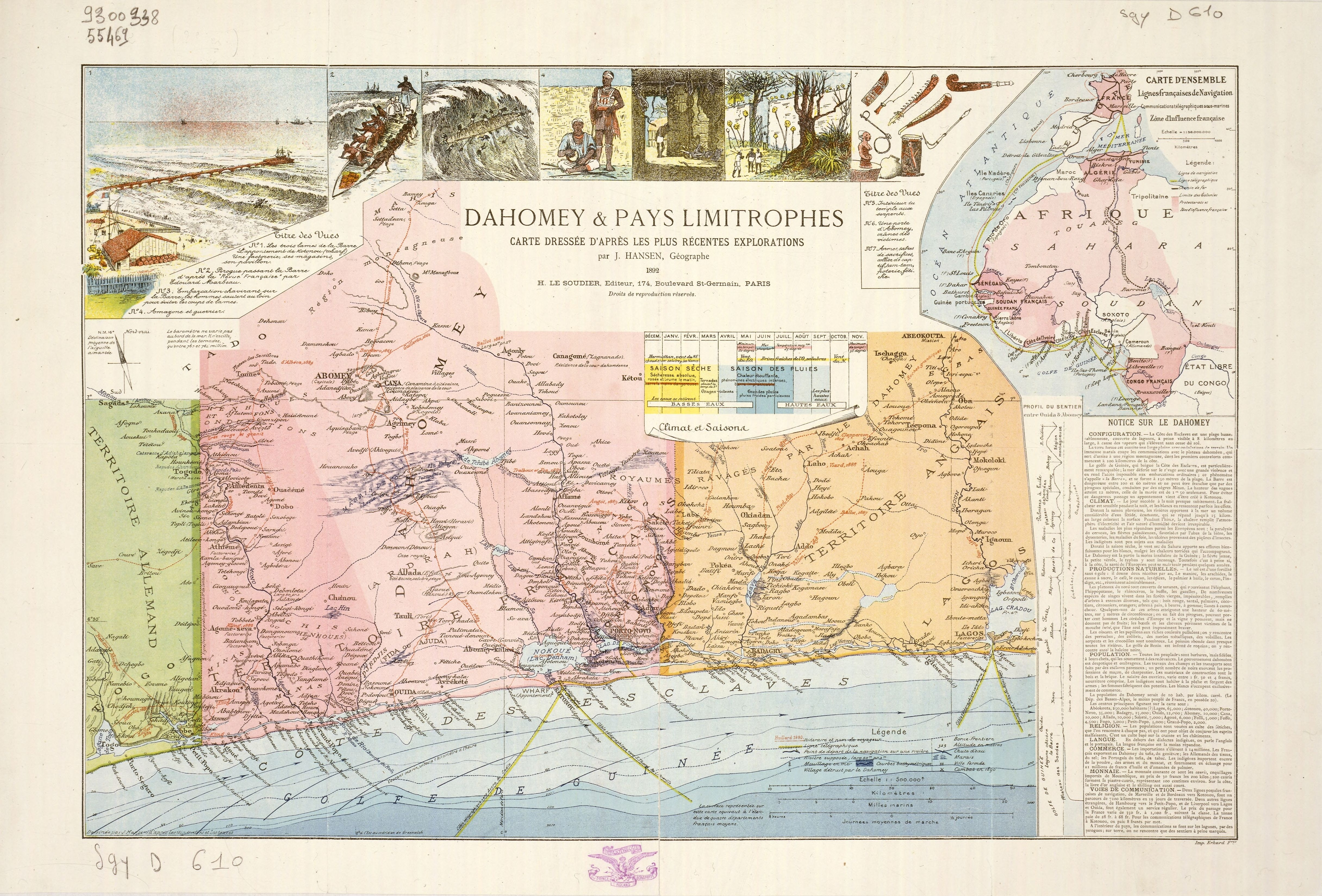
Dahomey – harta din 1892

Dahomey (denumit și Danxomé, Danhomé, Abomey) a fost un vechi regat african, astăzi incorporat în actualul stat Benin. Regatul a fost fondat în secolul al XVI-lea, și a rezistat până în secolul al XIX-lea, când a fost anexat de către trupele franceze din Senegal. Primul rege a fost Gangnihessou.
Dahomey a devenit stat independent la 1 septembrie 1960 și a fost redenumit Benin la 30 noiembrie 1975.